# Vaucluse
Vaucluse (84; en occitano, Vauclusa) es un departamento de Francia, ubicado en la región de Provenza-Alpes-Costa Azul. Limita al oeste con los departamentos de Gard y Ardèche, al norte con Drôme, al este con Alpes de Alta Provenza y al sur con Var y Bocas del Ródano. Su gentilicio francés es Vauclusiens.

## Historia
Anteriormente posesiones pontificias, Aviñón y el condado Venaissin se unieron a Francia el 14 de septiembre de 1791. El 28 de marzo de 1792, estos territorios formaron dos nuevos distritos: Aviñón en Bocas del Ródano y Carpentras en Drôme. Finalmente, el 12 de agosto de 1792 fue creado el departamento de Vaucluse, constituido por estos dos distritos además de Apt y Orange, que pertenecían a Bocas del Ródano, y del cantón de Sault, perteneciente a los Bajos Alpes (actualmente llamados Alpes de Alta Provenza). En 1800 tuvo lugar una última modificación: incluir parte del cantón de Suze-la-Rousse dentro de Drôme, creándose el enclave de Valréas.

## Geografía
- Limita al norte con Drôme, al este con Alpes de Alta Provenza, al sureste (brevemente, 700 m) con Var, al sur con Bocas del Ródano, al oeste con Gard, y al noroeste (brevemente) con Ardèche.
- Ríos: el Ródano al oeste y el Durance al sur limitan el departamento.
- La llanura del Comptat, donde habita la mayor parte de la población, está situada entre estos dos ríos; es una zona extremadamente fértil y muy agrícola.
- Al noreste existen macizos calcáreos continuación de los Alpes en su extremo sudoeste. El Mont Ventoux, que culmina a 1912 metros, domina el paisaje de Vaucluse. Por otra parte, los montes del Luberon al sur acogen un ecosistema diverso, ahora parque natural regional del Luberon.
- Valréas forma un exclave de Vaucluse en Drôme.

## Demografía
| 1801    | 1831    | 1841    | 1851    | 1856    | 1861    | 1866    |
| ------- | ------- | ------- | ------- | ------- | ------- | ------- |
| 191.421 | 239.113 | 251.080 | 264.618 | 268.994 | 268.255 | 266.091 |
| 1872    | 1876    | 1881    | 1886    | 1891    | 1896    | 1901    |
| 263.451 | 255.703 | 244.149 | 241.787 | 235.411 | 236.313 | 236.949 |
| 1906    | 1911    | 1921    | 1926    | 1931    | 1936    | 1946    |
| 239.178 | 238.656 | 218.602 | 230.549 | 241.689 | 245.508 | 249.838 |
| 1954    | 1962    | 1968    | 1975    | 1982    | 1990    | 1999    |
| 268.318 | 303.536 | 353.966 | 390.446 | 427.343 | 467.075 | 499.685 |

Las ciudades más pobladas de Vaucluse son Aviñón (92 209), Orange (29 482), Carpentras (29 482) y Cavaillon (28 447).

## Economía
Vaucluse ha sido desde siempre un departamento rural, con una economía basada en la agricultura pastoral. Es el principal proveedor francés de frutas (melones, cerezas, fresas, uvas) y verduras (tomates), aunque se encuentra con una dura competencia por parte de España. La producción vitícola goza de un gran reconocimiento gracias a los Côtes-du-Rhône, generalmente rosados asociados a los vinos provenzales. La ganadería es actualmente una actividad marginal.
También tiene importancia el turismo, pues el departamento acoge tres millones y medio de turistas cada año. Sus tierras son aprovechadas para construir chalets que sirven de residencia de verano a muchos franceses. Hoy en día es imposible adquirir una parcela de tierra, todavía más tras la creación del parque natural regional.

## Turismo
El departamento acoge 3 500 000 turistas cada año. Aviñón (con las exposiciones artísticas de la Cité des Papes, el festival ...), Orange y su teatro romano, Luberon (excursiones, deportes ...) y el Mont Ventoux (ciclismo de montaña ...) son los principales destinos.